# Jan Huzarewicz
Jan Józef Huzarewicz (ur. 9 listopada 1948 w miejscowości Chomiąża) – polski inżynier i samorządowiec, w latach 1990–1992 prezydent Żor.

## Życiorys
W 1970 ukończył studia w Wyższej Szkole Inżynierskiej w Opolu. Pracował kolejno w Kluczborskich Zakładów Betoniarskich i Żelbetowych (do 1972), kopalniach węgla kamiennego Rymer (do 1982) i Krupiński (do 1988). W 1980 brał udział w strajku zakładowym, wstąpił następnie do „Solidarności”. Był m.in. przewodniczącym Rady Współpracy Samorządu Pracowniczego NSZZ „S” Regionu Śląsko-Dąbrowskiego (1981). W 1989 współtworzył lokalne Komitety Obywatelskie.
W latach 1990–2002 przez trzy kadencje sprawował mandat radnego miejskiego w Żorach, początkowo z ramienia KO, następnie lokalnego komitetu wyborczego i AWS. Od 1990 do 1992 zajmował stanowisko prezydenta miasta, pierwszego po reaktywacji samorządu terytorialnego w III RP. Do czasu przejścia w 2003 na emeryturę pracował w Wojewódzkim Funduszu Ochrony Środowiska i Gospodarki Wodnej.
W 2023 został odznaczony Krzyżem Wolności i Solidarności.